# 德克薩斯共和國—美國關係
德克萨斯共和国—美国关系是指现在已经不存在的德克萨斯共和国和美利坚合众国之间的历史外交关系。两国关系始于1836年德克萨斯革命后，在1845年美国吞并德克萨斯后结束。

## 美国介入德克萨斯独立
1821年墨西哥脱离西班牙帝国独立后，德州只有4,000德哈诺人。急于在该地区增加居民的新墨西哥政府邀请美国人来定居;到1830年，美国在德州的移民人数已超过3万人。尽管1824年的墨西哥宪法宣布奴隶制为非法，但殖民者还是把奴隶制带到了德州;1831年，墨西哥政府开始与德克萨斯的奴隶制作斗争，增强了德克萨斯人寻求独立的愿望。到了1835年，山姆·休斯顿和其他德克萨斯人开始了独立战争。美国决定通过向德克萨斯叛军提供武器和物资来支持革命，最终导致了德克萨斯共和国的独立和建立。

## 双边关系
美国于1836年3月3日承认德克萨斯独立，当时美国总统杰克逊提名阿尔西·拉·布兰奇为驻德克萨斯公使。1837年3月6日，美国国务卿威廉·H·沃顿接受德克萨斯驻美部长的国书，两国外交关系由此开始。1837年10月23日至27日之间，时任美国驻休斯敦公使馆临时代办的阿尔西·拉·布兰奇向美国政府递交了国书。1841年，美国驻德克萨斯代办在奥斯汀开设了使馆，1841年，德克萨斯共和国在华盛顿特区开设了大使馆。
在德克萨斯独立之前，在加尔维斯顿设立了领事馆，1830年3月29日约瑟夫·华盛顿·艾略特·华莱士被任命为执政官。在下列地点增设了领事馆:
- 戈利亚德: Earliest Date: January 9, 1835. No extant latest date.
- 马塔哥达: Earliest Date: June 26, 1838. No extant latest date.
- 沙賓縣: Earliest Date: March 21, 1843. Latest date: December 29, 1845
- Velasco (Freeport): Earliest Date: October 12, 1837. No extant latest date.

虽然德克萨斯于1845年12月29日作为一个州加入美国，但在1846年2月19日德克萨斯主权移交给美国时，两国关系才算正式结束。尽管如此，美国最后一位临时代办安德鲁·多纳尔森还是在1845年8月9日或之后不久离职。